# هيا آرنولد!
هيا أرنولد! (بالإنجليزية: Hey, Arnold!) هو مسلسل رسوم متحركة أمريكي من تأليف كرايغ بارتليت، عُرض على قناة نيكلوديون من 7 أكتوبر 1996 إلى 8 يونيو 2004.
تستند فكرة بارتليت للمسلسل إلى شخصية ثانوية تدعى أرنولد، التي ابتكرها أثناء عمله في مسرحية بي وي. لاقت الشخصية إعجاب المسؤولين التنفيذيين، لذا استكمل بارتليت فريق التمثيل والإعداد من خلال استلهام أفكاره من الأشخاص والأماكن التي نشأ فيها في سياتل، وبورتلاند، وبروكلين. أنشأ بارتليت الحلقة التجريبية في غرفة معيشته عام 1994 وبدأ الإنتاج الرسمي في عام 1995. قام الرسامون المتحركون بتحويل شخصية أرنولد من الرسوم المتحركة الطينية إلى الرسوم المتحركة الخلوية، مما أدى إلى عرض المسلسل لأول مرة في عام 1996. كان "هي أرنولد!" هو المسلسل الأخير الذي حصل على الضوء الأخضر (جنبًا إلى جنب مع كابلام!) تحت قيادة رئيسة الشبكة جيرالدين لايبورن. انتهى إنتاج العرض في 7 ديسمبر 2001، بعد خمس مواسم و100 حلقة، وتم بث آخر حلقة منه دون سابق إنذار في 8 يونيو 2004. كما تم إصدار فيلم روائي طويل مقتبس من المسلسل، هي أرنولد!: الفيلم، في دور العرض في 28 يونيو 2002. وتم إصدار جميع المواسم الخمسة على دي في دي.
في 2 مارس 2016، تمت الموافقة على فيلم تلفزيوني جديد للمسلسل، هي أرنولد!: فيلم الغابة. يبدأ الفيلم من حيث انتهى المسلسل، ويعالج القضايا غير المحلولة في القصة. عرض الفيلم لأول مرة في 24 نوفمبر 2017 على نيكلوديون، وشبكة نيكتونز، وتيننيك، ونيكريويند، وفي 24 نوفمبر 2018، تم عرضه في دور العرض الدولية، ليختتم بذلك قصة المسلسل.

## قصة المسلسل
تدور أحداث المسلسل حول تلميذ في الصف الرابع يُدعى أرنولد شورتمان، الذي يعيش مع أجداده في مبنى سكني وسط المدينة في مدينة هيلوود الخيالية. تركز الحلقات على تجاربه في التنقل في الحياة الحضرية، وتتناول المواقف المضحكة التي يواجهها هو وأصدقاؤه. كما تستعرض العديد من الحلقات شخصيات أخرى، بما في ذلك شخصيات رئيسية وثانوية وداعمة.

## شخصيات
- آرنولد: فتى أشقر قصير ورأسه كبير يعيش في منزل يسكن فيه العديد من الناس ولة خنزير يدعى ابنير
- هلجا: هي فتاة معجبة بآرنولد وهي دائماً ما تضايقة وتدعوة براس البطيخة
- جيرالد: هو صديق آرنولد الحميم وشعرة طويل جداً
- الجد: هو دائما ما يساعد آرنولد في حل مشاكله
- الجدة: هي دائما تعلم آرنولد اشياء جديدة
- في بي: هي صديقة هلجا الحميمة وهي ذكية
- ستينكي: هو صديق يوجين الحميم ووجهه طويل
- يوجين: هو دائما تصيبة المشاكل وهو احمق للغايـة
- أوسكر: هو يحب المال وهو يعيش من مال زوجتة ويسكن في شقة عند آرنولد
- السيد هيونا: هو رجل وحيد ويعيش قي شقة عند آرنولد
- السيد سميث: هو رجل غامض ويحب الخصوصية ويعيش في شقة عند آرنولد
- إيرني: هو يحب التدمير ويعيش في شقة عند آرنولد
- روث ماكدوقل: هي فتاة معجب بها آرنولد وهي فتاة في الصف السادس
- آلآنسة مثالية: هي فتاة ذكية وجدت في حلقة واحدة يغرن منها ألبنات ( فيبي وهلجا) واسمها "ليلى"

## الأصوات العربية
- هادي خفاجة (آرنولد)
- وحيد أسامة (جيرالد)
- نازلي رضا (هلجا)
- عهدي ضادق (الجد)
- سهير البدراوي (الجدة)

## روابط خارجية
- هيا آرنولد! على موقع IMDb (الإنجليزية)
- هيا آرنولد! على موقع ميتاكريتيك (الإنجليزية)
- هيا آرنولد! على موقع روتن توميتوز (الإنجليزية)
- هيا آرنولد! على موقع فيلمافينيتي (الإسبانية)
- هيا آرنولد! على موقع كينوبويسك (الروسية)
- هيا آرنولد! على موقع ألو سيني (الفرنسية)
- هيا آرنولد! على موقع قاعدة بيانات الفيلم (الإنجليزية)